# Motín del 2 de agosto de 1810
El motín del 2 de agosto de 1810, también llamada masacre del 2 de agosto de 1810, fue una revuelta ciudadana  y una rebelión de prisioneros ocurrida en Quito, capital de la entonces Real Audiencia de Quito, en la que un grupo de partidarios juntistas asaltaron el Cuartel del Regimiento Real de Lima con la intención de liberar a los prisioneros que habían participado el año anterior en la Primera Junta de Gobierno Autónoma de Quito y que habían sido acusados de crímenes de  traición a su  majestad para los cuales el fiscal pedía pena de muerte o prisión permanente.
La lucha se extendió a las calles de la ciudad. Entre 200 y 300 personas (1% de la población de entonces), perdió la vida en la refriega. Hubo ejecuciones de vecinos españoles.  El pueblo quiteño sublevado asaltó dos cuarteles y una cárcel y las autoridades realistas respondieron ejecutando a los presos que no habían huido y ordenando la salida de las tropas. El saqueo de las tropas realistas produjo pérdidas valoradas entre 200 y 500 mil pesos de la época. La matanza como represalia, ordenada por el gobernador realista, Manuel Ruiz Urriés de Castilla, y conde de Ruiz de Castilla, tuvo amplia repercusión en el virreinato de Nueva Granada, como un acto de barbarie y justificación de la "Guerra a Muerte" decretada por Simón Bolívar.

## Antecedentes

### El Primer Grito de Libertad
La primera Junta de Gobierno Autónoma fue un gobierno ejecutivo que se creó en el territorio de la Presidencia de Quito a raíz de la invasión napoleónica a España, y que dio inicio al proceso revolucionario que se extendería hasta 1812. Esta revolución, tuvo lugar en la ciudad de Quito el 10 de agosto de 1809, después del derrocamiento de Manuel Ruiz Urriés de Castilla y Pujadas, I conde de Ruiz de Castilla, presidente de la Real Audiencia de Quito, por un grupo de sublevados que formaron una junta de gobierno provisional.
A este evento se lo conoce en el Ecuador y otros países de la región como Primer Grito de Independencia Hispanoamericano, debido a que constituyó el inicio del proceso de emancipación de Latinoamérica. Además, a los gestores de este hecho se los conoce como los patriotas del 10 de agosto de 1809. De los participantes en la sonada, 32 acabaron siendo encarcelados y luego asesinados por órdenes de Ruiz de Castilla en el Motín del 2 de agosto de 1810.
El pueblo de Quito vio afectados sus intereses por las medidas tomadas por el Gobierno colonial, al mismo tiempo que los ideales de la Ilustración y la Revolución francesa, fueron propagados por intelectuales como Eugenio Espejo y José Mejía Lequerica, que los extendieron entre todas las clases sociales de la población. La decadencia del régimen colonial español que era evidente en todo el continente, fue un detonante para intentar una sublevación contra el régimen, disfrazada bajo las llamadas máscaras de Fernando VII, en las que se fingía lealtad al rey español para evitar represiones, pero que tenían como fin lograr un gobierno autónomo. 
El 6 de octubre de 1808 el cabildo de Quito recibe las noticias de la invasión napoleónica a España y las Capitulaciones de Bayona, por las que Fernando VII abdicó la corona en el emperador francés Napoleón Bonaparte. Este tema se discutía con frecuencia en varias reuniones a las que asistían tanto los nobles locales, como intelectuales liberales influidos por la Ilustración.
El más conocido entre estos capítulos es el llamado Complot de Navidad, que tuvo lugar el 25 de diciembre de 1808 durante una reunión efectuada en la Hacienda Chillo-Compañía, propiedad de Juan Pío Montúfar, II marqués de Selva Alegre. En ella los invitados discutieron los acontecimientos que estaban sucediendo en España con motivo de la invasión napoleónica, así como la crisis socioeconómica que vivía gran parte de la Audiencia a causa de las reformas borbónicas, todo ello con planes autonomistas para Quito.
El 22 de febrero de 1809, Pedro de Montúfar, que ejercía como alcalde de Quito, recibió varias cartas de la Junta Central Suprema en las que se solicitaba que el Cabildo demostrase la fidelidad de la ciudad al depuesto rey Fernando VII, enviando cartas al virrey de Nueva Granada y a los Infantes de España; por ello el 17 de marzo se acordó el reconocimiento a la Junta Central como representante de la autoridad del Rey hasta que se consiga su restablecimiento en el trono, así como una ceremonia religiosa en la Catedral donde el Cabildo, el tribunal de la Real Audiencia y el cuerpo militar, jurasen dicha lealtad.
Sin embargo, el Complot de Navidad con planes autonomistas para Quito, salió a la luz pública los últimos días de febrero, cuando fue denunciado a los españoles por unos sacerdotes mercedarios a los que el coronel Salinas había hecho partícipes del plan buscando apoyo de esa congregación religiosa. El presidente Manuel Ruiz Urriés de Castilla ordenó apresar a Juan de Dios Morales, Nicolás de la Peña, el cura José Riofrío, el mismo Salinas, y otros asistentes a la reunión decembrina; aunque luego tuvo que liberarlos por falta de pruebas, ya que los expedientes del proceso fueron extraídos de la oficina del secretario que lo llevaba.
Ante lo que las autoridades españolas de la Presidencia consideraban ya una tentativa innegable de sublevación de los quiteños, éstas enviaron un comunicado al Cabildo que fue leído el 25 de abril, en el que se refiere a la reunión de diciembre en la hacienda del Marqués de Selva Alegre como «una Junta que se ha supuesto iba a entablarse contra el Gobierno actual» y se solicitaba que se detuviese, denunciase, e investigase estos movimientos que manchaban la imagen de lealtad de la ciudad.
Durante la noche del 9 a la madrugada del 10 de agosto de 1809 en casa de Manuela Cañizares, dama quiteña comprometida con la causa independentista. Decidieron reunirse un grupo conformado por nobles criollos, doctores, marqueses con el objetivo de organizar una junta suprema de gobierno. En esta junta se designó a Juan Pío Montúfar Marqués de Selva Alegre como Presidente, el obispo Cuero y Caicedo como vicepresidente, en el despacho del Interior a Juan de Dios Morales, en el de Gracia y Justicia a Manuel Rodríguez de Quiroga y en el de Hacienda a Juan Larrea.

## El 10 de agosto de 1809

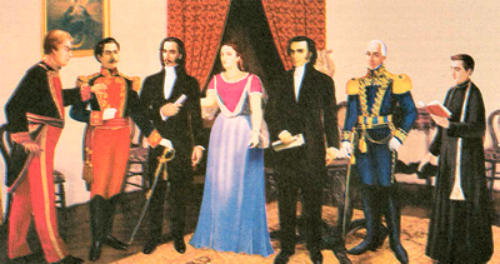
Reunión de los próceres en la casa de Manuela Cañizares. Óleo sobre lienzo, autor desconocido (inicios del siglo XX).

En la mañana del 10 de agosto de 1809 los patriotas sorprendieron a los comandantes españoles de la guarnición de Quito y sitiaron el Palacio Real, actual Palacio de Carondelet, con el fin de entregar al conde Ruiz de Castilla, quien era el presidente de la Real Audiencia, el oficio mediante el cual se lo había cesado de sus funciones. El apoyo de los 177 soldados de la guarnición colonial fue clave para el triunfo de la revuelta, ya que plegaron a ella sin que se produjesen enfrentamientos armados. La tropa se formó en la Plaza de la Independencia, al mando de Salinas, cerca de las cinco de la mañana. 
El doctor Antonio Ante se presentó, según relata el historiador Pedro Fermín Cevallos, en el Real Palacio antes de las seis de la mañana y exigió que despertaran al presidente de la Real Audiencia, para entregarle el siguiente oficio:

"El actual estado de incertidumbre en que está sumida la España, el total anonadamiento de todas las autoridades legalmente constituídas, y los peligros a que están expuestas la persona y posesiones de nuestro muy amado Fernando VII de caer bajo el poder del tirano de Europa, han determinado a nuestros hermanos de la presidencia a formar gobiernos provisionales para su seguridad personal, para librarse de las maquinaciones de algunos de sus pérfidos compatriotas indignos del nombre español, y para defenderse del enemigo común. Los leales habitantes de Quito, imitando su ejemplo y resueltos a conservar para su Rey legítimo y soberano señor esta parte de su reino, han establecido también una Junta Soberana en esta ciudad de San Francisco de Quito, a cuyo nombre y por orden de S. E. el Presidente, tengo a honra el comunicar a US. que han cesado las funciones de los miembros del antiguo gobierno.- Dios, etc.- Sala de la Junta en Quito, a 10 de agosto de 1809.- Juan de Dios Morales, Secretario de lo Interior"

Esta supuesta muestra de fidelidad al rey era una estrategia conocida como la máscara de Fernando VII. Estrategia militar en la que supuestamente se juraba lealtad al rey, pero que tenía el único fin de lograr la autonomía sin temor a represalias.
La revolución ejecutada el 10 de agosto de 1809 no dejó dudas sobre el carácter autonomista y liberador del movimiento patriota. Sin embargo, en la misma época, tampoco quedaban dudas de que el movimiento de aquellos criollos patriotas se inspiraba en el pensamiento ilustrado inculcado por Eugenio Espejo (1747-1795) y que, sobre todo, al asumir como suyo el principio de soberanía popular y de representación del pueblo, ejecutaba un acto revolucionario que, en última instancia, movilizaba un proyecto autonomista.
El júbilo popular fue inmenso, destaca Pedro Fermín Cevallos:

"A las seis de la madrugada se vio que en la plaza mayor se formaba una gran reunión de hombres, frente al Palacio de Gobierno, y se oyó muy luego una prolongada descarga de Artillería, repiques de campana y alegre bullicio de los vivas y músicas marciales."

Se formó entonces la Junta Soberana de Quito bajo el liderazgo de Juan Pío Montúfar marqués de Selva Alegre; quienes tomaron posesión de la administración de la Audiencia en la sala capitular de San Agustín, el día 16 de agosto.
En consideración a su edad y a que vivía en el Palacio Real, se dejó a Ruiz de Castilla permanecer en él, pero Pedro Fermín Cevallos destaca la prisión de los siguientes funcionarios coloniales:

"el Regente de la Real Audiencia, Bustillos; el Asesor general, Mansanos; el Oidor Merchante, el Colector de rentas decimales, Sáenz de Vergara; el Comandante Villaespeso, el Administrador de Correos, Vergara Gabiria y algunos, aunque pocos, militares sospechosos."

### Intento de expansión
Inicialmente la Junta había considerado entre sus proyectos el organizar un ejército de dos mil hombres para defender la ciudad de Quito. Los revolucionarios solicitaron ayuda a los territorios de Cuenca, Guayaquil y Popayán, pero éstos se negaron al enterarse de la campaña que acababa de emprender el virrey del Perú José Fernando de Abascal en contra de la asonada, dejando solos a los quiteños, que contaban con apenas 800 fusiles, y debieron enviar 2000 hombres (solo 200 o 300 armados con fusiles, el resto con lanzas y sables) capitaneados por un inexperto Francisco Javier de Ascázubi, a tomar Pasto y Popayán, pero la mayoría de sus tropas desertaron y Ascázubi sería apresado por los pastenses.
Los quiteños terminaron rodeados por realistas tanto al norte como al sur, y sufrieron serias dificultades para alimentarse, por lo que fueron fácilmente vencidos por un ejército de cinco mil realistas limeños y neogranadinos que avanzaron arrasando todo a su paso, con el apoyo del Corregimiento de Pasto, Gobierno de Guayaquil, y Gobierno de Cuenca.

#### Cuenca
Juan de Salinas comprometió al sargento mayor Mariano Pozo, riobambeño de 36 años de edad, para que propagase las ideas independentistas en Cuenca, lugar al que debía viajar con una escolta de catorce soldados para relevar a los que estaban en esa urbe. Los delegados secretos llegaron el 8 de agosto y se entrevistaron con el capitán Francisco García-Calderón sobre los aprestos revolucionarios.
La noticia de los hechos sucedidos en Quito la madrugada del 10 de agosto, fueron conocidos en Cuenca varios días después debido a que Blas Santos, encargado del servicio postal, llevó la nueva al interventor de la Renta de Correos Joaquín Tovar. En esos mismos días, una carta enviada a Mariano Pozo desde Quito fue requisada por José Neyra y Vélez, que la entregó al gobernador Melchor de Aymerich, quien a su vez pidió a Francisco García-Calderón que le cediese los dineros públicos que tenía a su cargo, con el pretexto de levantar tropas e iniciar la marcha sobre la provincia rebelada, pero como no presentó las respectivas libranzas legales, éste se negó.
Mientras tanto, Aymerich había mandado a desarmar la escolta disponiendo la prisión del sargento Pozo y de otros vecinos, a quienes acusó de revolucionarios por simples chismes y delaciones. El 24 de agosto, mientras el alcalde Fernando Guerrero de Salazar y el capitán García-Calderón almorzaban juntos en casa de este último, fueron detenidos por el teniente Manuel Rodríguez y Villagómez, que los condujo a un cuartel hasta el 5 de septiembre, fecha en que fueron remitidos a Guayaquil.

### Represión española y caída de la Junta de Quito
Las autoridades coloniales cercanas a Quito, desde el primer momento, consideraron que la Junta Soberana era una rebelión contra el orden colonial y se apresuraron a reprimirla. A ningún funcionario español de la época le convencieron las declaraciones de fidelidad al rey Fernando VII. 
Poco ayudaron circulares como ésta, que envió Quito a los cabildos de las ciudades más cercanas, hablando de conceptos inaceptables para los españoles, como patria, libertad e independencia:

"Quito, Agosto 13 de 1809.- A los Señores Alféreses, Corregidores y Cabildos que existen en los asientos, villas y ciudades.- S. E. El Presidente de Estado, de acuerdo con la Honorable Junta y los Oidores de audiencia en pública convención, me han instruido que dirija a US. una circular en la que acredite y haga saber a todas las autoridades comarcanas que, facultados por un consentimiento general de todos los pueblos, e inspirados; de un sistema patrio, se ha procedido al instalamiento de un Consejo central, en donde con la circunspección que exigen las circunstancias se ha decretado que nuestro Gobierno gire bajo los dos ejes de independencia y libertad; para lo que han convenido la Honorable Junta y la Audiencia nacional en nombrar para Presidente a S. E. el señor marqués de Selva Alegre, caballero condecorado con la cruz del orden de Santiago. Lo comunico a US. para que en su reconocimiento se dirijan por el conducto ordinario letras y oficios satisfactorios de obediencia, después de haber practicado las reuniones y juntas, en las capitales de provincia y pueblos que sean convenientes; y fechas que sean se remitan las actas."

Al mismo tiempo, sólo las ciudades más cercanas, como Ibarra, Ambato y Riobamba, se sumaron al movimiento quiteño, mientras que Guayaquil se mantuvo leal al rey y sus autoridades pidieron auxilios al virrey del Perú para el bloqueo de la costa y asfixiar a Quito. 
Desde Bogotá y Lima, los virreyes españoles despacharon con suma urgencia tropas para sofocar a la Junta Soberana. En Popayán, el alférez real Gabriel de Santacruz contestó lo siguiente:

"Considerando que arbitrariamente se han sometido los revoltosos quiteños a establecer una Junta sin el previo consentimiento de la de España, y como se nos exige una obediencia independiente de nuestro Rey Don Fernando VII, por tan execrable atentado y en defensa de nuestro monarca decretamos: Art. único. Toda persona de toda clase, edad y condición, inclusos los dos sexos, que se adhiriese o mezclase por hechos, sediciones o comunicaciones en favor del Consejo central, negando la obediencia al Rey, será castigado con la pena del delito de lesa majestad".

En Guayaquil, la opinión también fue contraria a la revolución de Quito. Sólo la familia del futuro presidente Vicente Rocafuerte fue invitada por Montúfar y Morales a dar un golpe similar en el puerto, pero el gobernador Cucalón apresó a Rocafuerte y a su tío, Jacinto de Bejarano, antes de que pudiesen actuar. Bejarano era medio hermano de uno de los próceres, Juan Pablo Arenas. Así, poco a poco, Quito empezaba a sentir la presión de los ejércitos realistas sobre sus hombros:

"El envío de tropas desde el Norte (de Panamá, Bogotá, Popayán, Pasto y Barbacoas) y desde el Sur (de Lima, Guayaquil y Cuenca), el bloqueo de la costa por parte del Virrey del Perú, General José Fernando Abascal y Sousa, Marqués de la Concordia, era ésta la difícil situación de Quito, asediada por estas fuerzas, sin sal, sin armas suficientes y sin pertrechos, originaron el debilitamiento de la Junta.

Desesperado, Montúfar remitió al puerto de Esmeraldas una carta para que se la entregasen a cualquier buque inglés, pidiendo el apoyo de Gran Bretaña para la Junta Soberana. La carta, dirigida "al Gabinete de San James y al augusto monarca de los mares", dice:

"pido como Presidente y a nombre de la Junta Suprema Gubernativa, armas y municiones de guerra que necesitamos, principalmente fusiles y sables... Apetece íntimamente esta Suprema Junta la más estrecha unión y alianza con su inmortal nación y la tranquilidad de nuestro comercio con ella".

Lamentablemente, el apoyo británico a la independencia hispanoamericana se materializaría muchos años después tras la restauración del absolutismo de Fernando VII. 
Enterado de los hechos de Quito el virrey de la Nueva Granada, Antonio Amar y Borbón, se reunió con los notables de Bogotá, para auscultar sus criterios. Los monárquicos le advirtieron del peligro que significaba la revolución quiteña, mientras que los criollos le insinuaron que formase una Junta Soberana. La reunión le sirvió para convencerse del peligro de una revuelta similar en la capital del virreinato, por lo que reforzó la seguridad en Bogotá y despachó hacia Quito 300 soldados para aplastar a la Junta Soberana. 
Los quiteños no obtuvieron apoyo de los pueblos cercanos. El 6 de octubre, un presionado Montúfar obligó a Ruiz de Castilla a abandonar el Palacio Real, donde vivía, y lo confinó en una quinta en Iñaquito, en las afueras de la capital.
La personalidad débil de Montúfar le hizo flaquear. Así la describió el historiador Pedro Fermín Cevallos:

"Don Juan Pío Montúfar, marqués de Selva Alegre, hijo de otro del mismo nombre y título que gobernó la presidencia desde 1753 hasta 1761, y que se había casado en Quito con doña Teresa Larrea; era un hombre de fina educación, de cortesanía y acaudalado, con cuya riqueza, liberalidades, servicios oficiosos y maneras cultas se había granjeado el respeto y estimación de todas las clases. Si como titulado e hijo de español había sido partidario de Fernando VII y decidido por su causa, como americano lo era más todavía de su patria que no quería verla ni en poder de los Bonapartes ni dependiente de la junta central de España, la oficiosa personera de la Presidencia. Pero asimismo, si como promovedor principal y arrojado partidario de la revolución se mostró muy aficionado a ésta, mostróse más aficionado todavía a su propia persona e intereses particulares, pues, nacido y educado como príncipe, no tenía por muy extraño ni difícil seducir a sus compatriotas con el brillo de la púrpura, y encaminarlos, aunque independientes, bajo la misma forma de gobierno con la cual ya estaban acostumbrados. Quería, cierto, una patria libre de todo poder extranjero, a la cual había de consagrar sus afanes y servicios generosos, pero acaudillada por él o bajo su influjo, sin admitir competencias, gobernada en fin por su familia, sean cuales fueren las instituciones que se adoptasen, ni pararse en que habían de ser precisamente las monárquicas. Quería sobre todas las cosas, la independencia, y a fe que había acierto en este principio, puesto que con independencia recuperaba la patria su dignidad. El carácter del marqués, flaco por demás, contrastaba con sus fantásticos deseos, y carácter y deseos juntamente lo llevaron dentro de poco a la perdición de sus merecimientos y fama."

Aunque se lo considera sincero entusiasta de la libertad, no tuvo el liderazgo suficiente para continuar la lucha. El 12 de octubre de 1809 renunció a la presidencia, que recayó en otro aristócrata, José Guerrero, conde de Selva Florida. Pero la Junta tenía en sí misma el germen de su fracaso:

"Hombres acaudalados y mansos por demás; letrados que pensaban gobernar el pueblo por las reglas del derecho civil, y paisanos que, hechos soldados de la noche a la mañana, habían de sostener la guerra que de seguro iban a levantar los antiguos gobernantes, si no por las mismas reglas, por los principios más humanos y clementes; no debían ni podían durar otro tiempo que el absolutamente necesario para que los enemigos pudieran concertarse, reunirse y asomar por las fronteras de la provincia."

Finalmente, aislada y bloqueada, el 24 de octubre de 1809 la Junta no tuvo otra opción que devolver el mando al conde Ruiz de Castilla, negociando con él que no se tomarían represalias y permitiendo el ingreso a la ciudad sin resistir de las tropas coloniales de Lima y Bogotá.

## Persecución de los miembros de la Junta
Ruiz de Castilla se mostró contento de que le devolvieran "el mando que me confió la piedad del rey", pero en el marco de una junta provincial, obediente al virrey de la Nueva Granada y a la Junta Central de España. El viejo conde retornó a su palacio el 25 de octubre, entre los vítores de sus simpatizantes. En la cercana Ambato, el ejército de Melchor de Aymerich, con 2200 soldados se preparaba para ingresar a Quito. Pero Ruiz de Castilla le ordenó a Aymerich retonar con su ejército a Cuenca, mientras esperaba la llegada de 700 hombres procedentes de Guayaquil, al mando de Manuel de Arredondo, un oficial español hijo de uno de los virreyes del Río de la Plata, Nicolás Antonio de Arredondo. En total, los españoles tenían una fuerza militar de 3500 hombres sitiando Quito, por lo que Ruiz de Castilla simplemente disolvió la Junta, y restableció solemnemente la Real Audiencia de Quito, faltando a su palabra de manera escandalosa. 
Luego persiguió y encarceló a los cabecillas del 10 de Agosto, obligando a los otros miembros a huir y esconderse. Con la ciudad ocupada por el ejército colonial de Arredondo, Ruiz de Castilla ordenó a la Audiencia el inicio de procesos penales contra todos los patriotas, que fueron detenidos en su mayoría, al menos lo que no tenían títulos nobiliarios. Al respecto precisa Pedro Fermín Cevallos:

"Los patriotas no habían dado un solo paso por subvertir el orden público: diremos más, no habían respirado ni cabía que respirasen bajo el ojo apasionadamente prevenido de Arredondo; y con todo, el 4 de diciembre, el presidente mandó prender a cuantos estaban comprendidos en ese pasado que ofreció olvidar. Fueron pues, aprehendidos y llevados al cuartel que hoy es el Colegio Nacional, los señores José Ascásubi, Pedro Montúfar, Salinas, Morales, Quiroga, Arenas, Juan Larrea, Vélez, Villalobos, Olea, Cajías, Melo, Vinuesa, Peña, los presbíteros Riofrío y Correa y otros menos notables hasta algo más de sesenta. El expresidente Montúfar logró escapar, como escaparon también otros, pero fueron perseguidos con tenacidad, y perseguidos principalmente por los americanos don Pedro y don Nicolás Calisto, don Francisco y don Antonio Aguirre, don Andrés Salvador, don Pedro y don Antonio Cevallos, Núñez, Tordecillas y otros de tan desleales compatriotas (...) El marqués de Selva Alegre, Ante y otros de los principales cabecillas lograron siempre salvarse.

Ruiz de Castilla decretó la pena de muerte para todos los que protegieran a los próceres, con este bando:

«En la ciudad de San Francisco de Quito a 4 de diciembre de 1809. El Excmo. señor conde Ruiz de Castilla, teniente general de estas provincias, etc., dijo: que habiéndose iniciado la circunstanciada y recomendable causa a los reos de Estado que fueron motores, auxiliadores y partidarios de la junta revolucionaria, levantada el día 10 de agosto del presente año, y siendo necesaria se proceda contra ellos con todo el rigor de las leyes que no exceptúan estado, clase ni fuero, mandaba que siempre que sepan de cualquiera de ellos los denuncien prontamente a este gobierno, bajo la pena de muerte a los que tal no lo hiciesen. A cuyo efecto y para que conste en el expediente, así lo proveyó etc. El conde Ruiz de Castilla.- Por S. E. Francisco Matute y Segura, escribano de S. M. y receptor»

El obispo de Quito, Cuero y Caicedo, un entusiasta de la independencia, denunció las irregularidades que la Audiencia y sus fiscales cometieron en todos los procesos ante el virrey de Santa Fe, sin éxito. En el proceso se recurrió a la tortura y la falsificación de documentos. El fiscal fue el propio Tomás de Arrechaga, nombrado pocos meses antes Protector de Indios de la Junta. El exmiembro del senado quiteño pidió la pena de muerte para 46 personas y el destierro para 30 más. 
Ruiz de Castilla, como presidente de la Real Audiencia, debía dictar sentencia. Pero tras varias tribulaciones no lo hizo y se limitó a enviar el expediente de dos mil páginas al virrey de Santa Fe de Bogotá. Víctor Félix de San Miguel, un funcionario de la Audiencia, escoltado por soldados, partió la madrugada del 27 de junio de 1810 a Bogotá con el expediente. Según Pedro Fermín Cevallos, el expediente sobrevivió a la revuelta bogotana del 20 de julio de 1810 y se conserva en un archivo público de Colombia. 
Para aquel entonces, ya se sabía que estaba viajando hacia Quito Carlos Montúfar, quien había sido nombrado en España comisionado regio de Quito, y que probablemente absolvería a los patriotas enjuiciados. No obstante, la tensión aumentaba entre las tropas coloniales y los quiteños.

## El 2 de agosto de 1810
Los realistas de Quito y la Audiencia vieron con malos ojos la anunciada llegada del comisionado regio Carlos Montúfar. Por ello, enviaron prontamente a Bogotá el juicio en contra de los patriotas, esperando de vuelta las sentencias de muerte dictadas por el virrey. La persecución de todos los implicados, de todas las clases sociales, fue implacable:

"El marqués de Miraflores murió de pesar, recluso en su propia casa, y cuando el gobierno traslució la muerte, mandó colocar una escolta cerca del cadáver y la conservó hasta que fue enterrado, pues presumió que se trataba de una evasión bajo el amparo de la mortaja de los muertos (...) El ensanche y tenacidad de esta persecución alarmó sobremanera los ánimos de todas las clases de la sociedad, y fueron centenares los que se ocultaron o huyeron buscando seguridad. Los víveres, en consecuencia, comenzaron a escasear hasta el término de comprarse la fanega de maíz en diez pesos, la de trigo en cuarenta y así lo demás; y las tropas que habían llegado, arrimadas a la protección de Arredondo, pusieron a rienda suelta su mala propensión e inmoralidades. Ruiz de Castilla mismo, dominado por el imperio de Arredondo, se dejaba llevar por este como un niño."

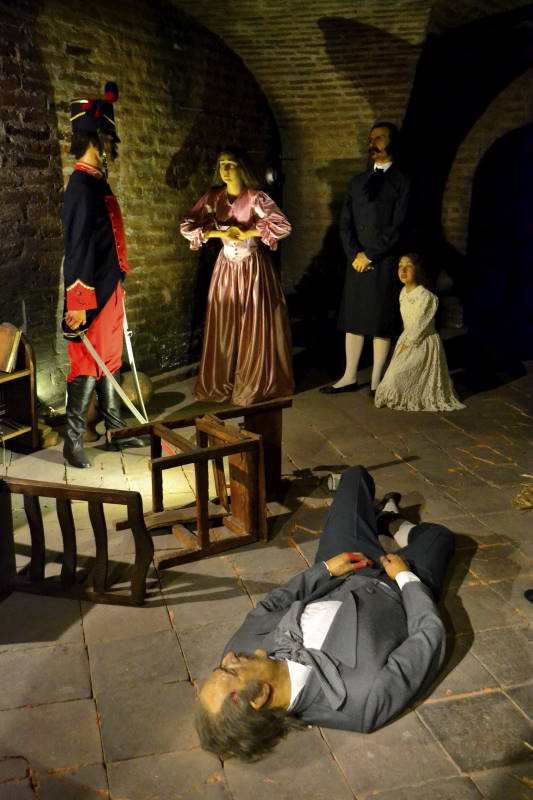
Representación de la matanza en el Museo de Cera

La tensión entre los quiteños y los realistas iba en aumento. Empezaron a correr rumores de asesinato de los presos y del propio comisionado regio, quien aún no arribaba a Quito: 

"Voces repetidas, bien que vagas, decían que los españoles protestaban no admitir al comisionado Montúfar sino hecho cadáver porque era bonapartista y traidor, que se mataría a los presos antes que él tuviera tiempo de ponerlos en libertad: que todos los hijos de Quito eran unos rebeldes e insurgentes, y otras especies de este orden, envueltas y confundidas entre la certeza, la falsedad y la exageración."

Un capitán de apellido Barrantes amenazó con ejecutar a los presos si las turbas intentaban asaltar la cárcel, rumor que empezó a correr a fines de julio y principios de agosto. Entonces, grupos de vecinos empezaron a trazar el plan para liberar a los presos. Se atacarían dos cuarteles: el Real de Lima y el de Santa Fe, que actualmente forman el Centro Cultural Metropolitano de Quito, y una casa cercana denominada El Presidio, donde estaban presos los hombres del pueblo llano.

### Asalto al cuartel Real de Lima e intento de liberar los reclusos

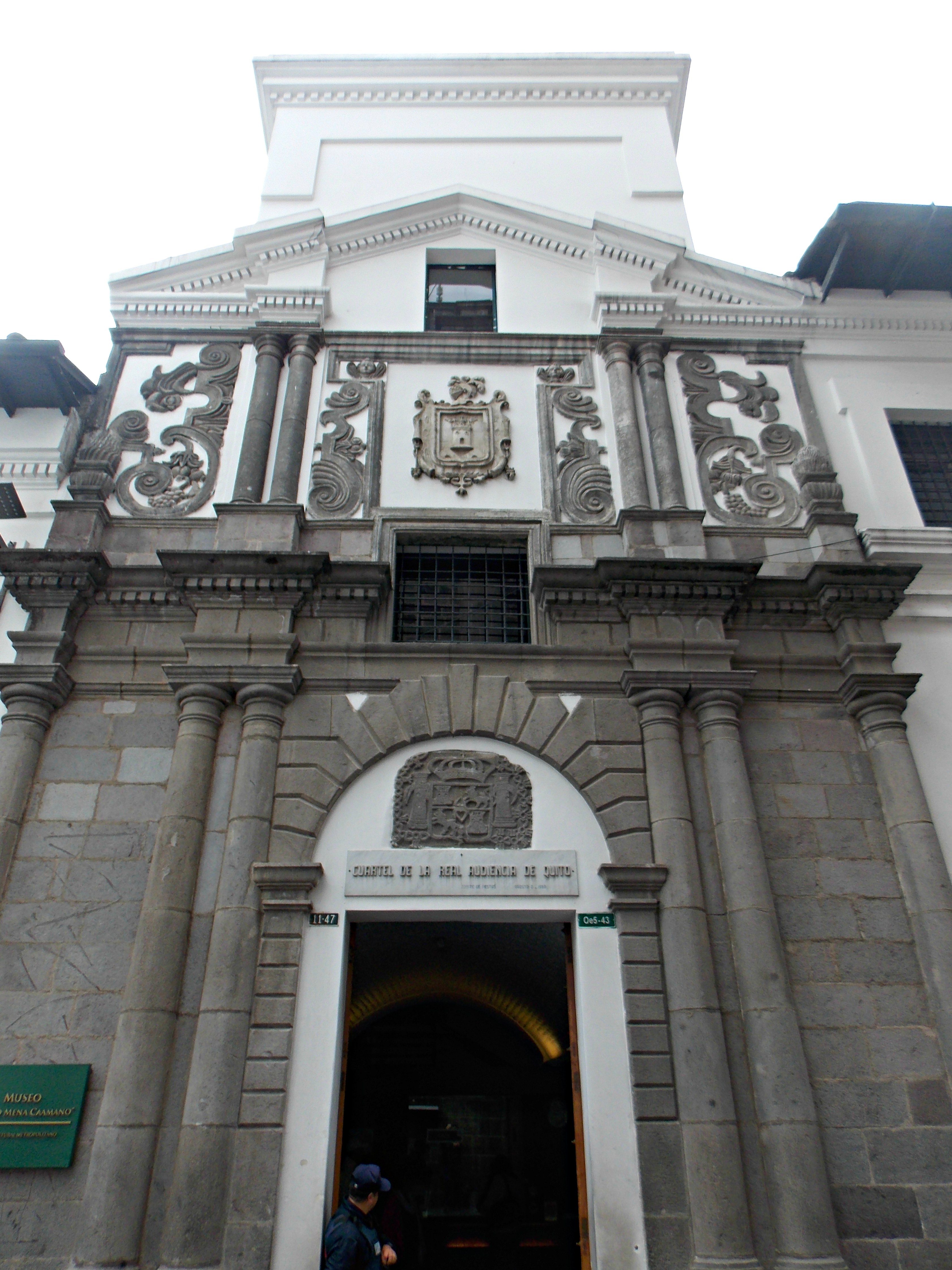
Cuartel Real de Lima (actual Museo Alberto Mena Caamaño), lugar en el que sucedieron los hechos.

Llegó entonces el jueves 2 de agosto de 1810. Ese día, poco antes de las dos de la tarde las campanas de la catedral tocaron a rebato. Era la señal convenida para que los conspiradores, que paseaban discretamente por la Plaza Mayor, y los atrios de la catedral y la iglesia de El Sagrario, entraran en acción. Se estima que no menos de tres mil soldados tenía el ejército colonial, a los que pensaba enfrentarse un puñado de patriotas. 
El primer ataque fue contra El Presidio, según destaca Pedro Fermín Cevallos:

Llegados el día y hora en que los conspiradores acababan de fijarse, suenan las campanas de alarma, y los llamados Pereira, Silva y Rodríguez, capitaneados por José Jerés, embisten contra el presidio, matan al centinela de una puñalada, hieren al oficial de servicio, dispersan a la guardia y se apoderan de sus armas. Como en esta cárcel había sólo una escolta de seis hombres con el oficial y cabo respectivos, logran fácilmente libertar a los presos, se visten, en junta de seis de estos, de los uniformes que encuentran a mano, y salen hechos soldados y con armas, con dirección a los cuarteles en auxilio de sus compañeros, a quienes suponían combatiendo todavía, conforme a los arreglos concertados. Los demás de los presos huyeron la mayor parte, y cinco de ellos, dándolas de honrados, se quedaron en el presidio para recibir poco después una muerte inmerecida.

El segundo ataque fue contra el Cuartel Real de Lima, en la actual calle Espejo:

Al mismo tañido de las campanas, quince minutos antes de la hora dada, Landáburo a la cabeza, y los dos hermanos Pazmiños, Godoy, Albán, Mideros, Mosquera y Morales, armados de puñales, fuerzan y vencen la guardia del real de Lima, y quedan dueños del cuartel. Hácense de las armas de esta, y amedrentando a los soldados que encuentran dispersos por los corredores bajos y patio, se van a hilo a los calabozos para libertar a los presos que, a juicio de ellos, era lo más necesario y urgente para el buen éxito de su arrojo.

El capitán realista Galup, al advertir el asalto, grita "fuego a los presos" y desenvaina la espada para atacar. Cae, sin embargo, luchando valerosamente atravesado por una bayoneta. En el primer momento, y tomados por sorpresa, los por lo menos 500 soldados de la guardia (del batallón de Pardos y Morenos de Lima) no ofrecieron demasiada resistencia; pero después reaccionaron y disparando un cañón hicieron fuego sobre los asaltantes. 
Mientras esto ocurría, el tercer grupo, que debía atacar el cuartel de Santa Fe, no lo hizo. Esto dio tiempo a los militares neogranadinos de reaccionar. El combate empezó a generalizarse en las calles. El oficial realista Villaespesa cae muerto, por lo que el comandante de los neogranadinos, Angulo, se hizo presente en su cuartel y tomó el mando de la situación.
Al llegar Angulo y no ser atacados, los soldados neogranadinos usan uno de sus cañones para volar la pared que separaba su cuartel del Real de Lima, en donde se suman a la lucha. Los ocho quiteños que atacaron el cuartel fueron tomados por sorpresa; dos de ellos, Mideros y Godoy, cayeron muertos al intentar escapar. Angulo mandó cerrar la puerta del cuartel y empezaron las ejecuciones. 
Al observar esto, la gente que había liberado a los detenidos en El Presidio intentó atacar el cuartel, pero desde el vecino Palacio Real y las ventanas del cuartel empezaron a llover las balas realistas, dispersando a los sublevados. En el interior, los soldados empezaron a cumplir su amenaza de ejecutar a los presos. Contrariamente a la creencia popular de que los mataron en los sótanos del cuartel -reforzada por la instalación de un museo de cera en el siglo XX-, la mayor parte fueron ejecutados en los pisos altos y solamente uno de los presos del sótano murió. Inclusive, quienes estaban en las catacumbas lograron alcanzar las alcantarillas y la quebrada bajo el edificio y lograron huir por ellas. 
Particular horror tuvo la ejecución del prócer Manuel Quiroga, asesinado frente a sus hijas, que habían ido a visitarlo:

Las hijas de Quiroga, llevadas por desgracia a visitar a su padre en tan funesto día, presencian con el corazón palpitante las escenas sangrientas de que ellas mismas han escapado de milagro, sin que les tocara una sola bala de cuantas llovían sobre sus cabezas. Pasado ese primer instinto de terror que, en circunstancias semejantes, se concentra enteramente en el individuo, les sobreviene la memoria de su padre a quien desean salvar. Se dirigen al oficial de guardia, y le ruegan fervorosa y humildemente que le salve la vida, y sorprendido este de que aun estuviera vivo un enemigo de tanta suposición, se acompaña del cadete Jaramillo y entra en el rincón en que yacía Quiroga oculto: «Decid, le gritan, "¡Vivan los limeños!"». Quiroga responde ¡Viva la religión! Jaramillo, en réplica le descarga el primer sablazo, y luego los soldados otros y otros, hasta que cae muerto a las plantas de sus hijas.

La forma en la que el joven sublevado Mariano Castillo se salvó de la masacre, haciéndose pasar por muerto, fue muy comentada:

Mariano Castillo, joven de gallardo parecer, valiente y de lucido entendimiento, había sido sólo herido de una bala en las espaldas, y mientras cuenta con que va a morir a bayonetazos, como murieron otros, aventura ocurrir a un arbitrio que puede salvarle. Desgarra sus vestidos, los ensucia con la sangre que está arrojando su cuerpo y se tiende como uno de tantos cadáveres. Los soldados que andan rebuscando a los que pudieran estar ocultos, y que pasan punzando los cadáveres con las bayonetas, punzan también a Castillo una y otra vez, y Castillo recibe impasible y yerto diez puntazos sin dar la menor señal de vida. Por la noche, cuando estaba ya velándose en San Agustín entre los cadáveres recogidos por los religiosos de este convento, se dejó conocer como vivo, y los reverendos se lo llevaron con entusiasmo a una celda muy segura. Castillo salvó así, después de tres o cuatro meses que duró la curación de sus heridas.

Pero los principales líderes no tuvieron la suerte del joven Castillo. Según Pedro Fermín Cevallos, los más conocidos próceres ejecutados fueron:

El coronel Salinas, Morales, Quiroga, Arenas, tío de (Vicente) Rocafuerte, el que llegó a regir su patria como presidente de la República, el presbítero Riofrío, el teniente coronel don Francisco Javier Ascásubi, los de igual graduación don Nicolás Aguilera y don Antonio Peña, el capitán don José Vinuesa, el teniente don Juan Larrea y Guerrero, el alférez don Manuel Cajías, el gobernador de Canelos don Mariano Villalobos, el escribano don Anastasio Olea, don Vicente Melo, uno de apellido Tovar y una esclava de Quiroga que estaba encinta; fueron las víctimas impíamente sacrificadas en el cuartel el 2 de agosto.

Hubo, sin embargo, otros próceres que se salvaron de la muerte por otros medios:

Don Pedro Montúfar, don Nicolás Vélez, el presbítero Castelo, don Manuel Angulo y el joven Castillo, de quien hablamos, fueron los únicos presos que, de los que ocupaban los calabozos altos, lograron escapar. Montúfar se hallaba muy enfermo, y había conseguido a grandes esfuerzos salir del cuartel tres días antes del funesto día: Vélez se había fingido loco al remate, y con tanta naturalidad que, burlando la inspección y examen de los facultativos, tuvo que ser arrojado a empujones del cuartel como intolerable demente; Castelo y Angulo consiguieron fugar en junta de los asaltadores al cuartel, porque probablemente no estuvieron aherrojados como los otros presos, o estuvieron ya desengrillados. De los que ocupaban los calabozos bajos sólo fue asesinado don Vicente Melo: los demás escaparon, bien uniéndose a Landáburo y los Pazmiños, bien huyendo por los agujeros que caían a la quebrada que atraviesa bajo el cuartel.

### La matanza en las calles de Quito

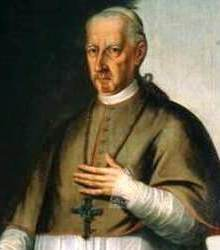
José de Cuero y Caicedo, Obispo de Quito y pacificador de la matanza.

Consumada la ejecución de los patriotas, las tropas coloniales empezaron a disparar contra el pueblo que se encontraba afuera del cuartel y en las calles cercanas. Algunos de los conjurados respondieron con fuego de fusiles y escopetas. El combate empezó en la actual calle García Moreno. Los sublevados disparaban contra las fuerzas coloniales, hasta que fueron obligados a retroceder hacia la actual calle Rocafuerte, donde se encuentra el Arco de la Reina y el Museo de la Ciudad (antiguo hospital San Juan de Dios).
Los soldados realistas subieron al Arco y desde ahí cogieron en dos fuegos a los quiteños, frente a la Iglesia de la Compañía. Los quiteños se dispersaron, dirigiéndose a los barrios de San Blas, San Roque y San Sebastián. Un testigo presencial, citado por Cevallos, dice:

«Uno de los presos que salieron del presidio, dice el doctor Caicedo, se colocó en el pretil de la Catedral, y desde allí arrolló a los mulatos (las tropas de Lima), hasta que acabados los cartuchos le acertaron un balazo. Quedó caído y medio muerto, y fueron a rematarle con las culatas de los fusiles, como lo verificaron. Lo mismo hicieron con una india que estaba en la plaza (de la Independencia), con un covachero y con un músico que iba para el (monasterio de el) Carmen de la nueva fundación. Todo esta pasó por mi vista».

El testigo continúa su descripción del combate, en donde quiteños desarmados se enfrentaron a a los soldados realistas, que tenían la orden de disparar a quien encontraran en la calle:

En la calle del marqués de Solanda (actual calle Venezuela) desarmaron cuatro mozos a seis fusileros que llevaban sus arcabuces cargados y armados de bayonetas; pero allí mismo murió un pordiosero. En la calle del Correo tres solos paisanos hicieron huir a una patrulla, la desafiaron y silbaron; pero allí mismo abalearon a un indefenso, a quien remataron porque quedó medio vivo, haciendo pasar la caballería por encima una y otra vez. Por la calle de la Platería corrieron los mulatos que guardaban el presidio; pero allí mismo dieron un balazo a un músico, y porque no murió del todo le destaparon los sesos con las culatas de los fusiles. En la calle de Sanbuenaventura hicieron fuego los santafereños; pero allí murió uno que hizo frente, a manos de un mozo desarmado, quitándole el fusil y pasándole con la bayoneta. ¡Oh, si pudiera yo referir los prodigios de valor que se vieron en esa época: gente que sólo con cuchillos se esforzó a libertar a su patria del yugo de la tiranía...! Bastará reflexionar acerca de un pasaje asombroso y original. Luego que escampó algo la tempestad entró en la plaza mayor un mozo desarmado, a quien sin duda llevó la curiosidad al mayor peligro. Tiró por la esquina de la grada larga de la catedral, cuando reparó a un limeño que le apuntaba. Se paró el mozo, y al ver la acción de rastrillar, se agachó y evitó el golpe. En la contingencia de ser muerto por la espalda o por delante, por su indefensión, eligió el segundo extremo y, mientras se cargaba por segunda vez el fusil, avanzó hacia el soldado. Distaría unos veinte pasos cuando se le apuntó de nuevo. Volvió a pararse y gritó de este modo: Apunta bien, zambo, porque si yerras otra vez, te mato. El susto o la borrachera del tirador, o sea la viveza del mozo, lo escapó de este segundo riesgo; pero no pasó el tercero, pues como un halcón se echó sobre él, lo cogió de los cabezones y lo estrelló contra el pretil, dejando en las piedras regados los sesos. A vista de esto lo envistió una patrulla, pero él encontró la vida en la velocidad de su carrera.

Hasta algunas mujeres quiteñas se sumaron a la lucha, como refleja este testimonio:

Pasó una patrulla armada hacia el puente de la Merced, y la vieron unas pocas mujeres que no pasaban de seis. Se encargaron de la empresa de perseguirla y asesinarla, y con sólo piedras lograron ponerla en fuga vergonzosa. No fue el privilegio del sexo el que obró esta maravilla, puesto que ya habían muerto a algunas en las calles, y en su balcón a una señora, Monje de apellido.

Pero la orden de Ruiz de Castilla, en su criminal afán, iba más a allá del simple saqueo: había dispuesto incendiar la ciudad como castigo. Otro español, el oidor de la Real Audiencia Tenorio, se opuso a la criminal orden. Pero los soldados cumplieron con el resto de la disposición, que consistía en:

Salieron todos los soldados en patrulla por todas las calles, matando a fuego y acero a cuantos encontraban en el camino, a cuantos veían en los balcones y cuantos se paraban en las tiendas y zaguanes, como si todos fueran gallinazos, tórtolas o perros; no escapándose de este rigor niños ni mujeres, de los cuales se sabe que fueron hasta trece y de las mujeres tres.

A la matanza, las tropas realistas se sumaron al saqueo. Precisan los testigos presenciales, en testimonios conservados por Cevallos:

No paró en esto sólo, sino que los facinerosos hicieron de una vía dos mandados, y fue que con mandamiento entraron en las casas que más noticias tenían de acaudaladas, y saquearon cuantos doblones, moneda blanca, alhajas, plata labrada y ropas encontraron. Entre varas, la de don Luis Cifuentes, al que le quitaron más de siete mil pesos en doblones, cincuenta y siete mil en dinero blanco... No contentos con robarse lo dicho, despedazaron muchos espejos de cuerpo entero, arañas de cristal y relojes de mucho aprecio, saliendo con los baúles a la calle que hace esquina de San Agustín (Venezuela y Chile actualmente) a repartirse entre ellos todo lo que habían saqueado; de modo que no tenían otra medida para su división que la copa de un sombrero, por lo que toca a dinero, y lo demás a lo que más podía cada uno. Por la noche rompieron muchísimas puertas de tienda, y cobachuelas del comercio y las dejaron en esqueleto, y prosiguen aún hasta hoy haciendo muchísimas extorsiones, hiriendo y lastimando a los que procuran defensa.

Sobre la cantidad de víctimas, se estima que alcanzaron entre 200 y 300, aproximadamente el 1% de la población de la ciudad. Parreño, en sus Casos raros acaecidos en esta capital dice: 

Luego que la tropa de Lima hizo este asesinato, (el de los presos del cuartel), salió por todas las calles matando a cuantos se encontraban en ellas, sin distinguir personas, calidad ni edad, pues no se escaparon ni los niños tiernos. Hecha esta inhumana matanza, que pasan de doscientos los que se han podido enumerar, y no llegaron a más porque procuraron huir unos y esconderse otros. Salió la tropa a son de caja, y robó las casas más ricas, tiendas de mercancías, vinos y mistelas; luego las pulperías y estancos, rompiendo las puertas a pulsos y con las armas, sin haber magistrado que lo impida, porque miraron con indiferencia que se hagan los asesinatos y robos cometidos con nombre de saqueo. Se asegura que pasaron de doscientos mil pesos, pues sólo de la casa de don Luis Cifuentes se sacaron entalegados entre doblones y dinero ochenta y cinco mil pesos, fuera de muchas alhajas de oro, plata y piedras preciosas.

Los realistas reportaron no menos de 200 soldados desaparecidos, así como haber disparado por lo menos 20 mil tiros de fusil sus tropas. Anunciaron oficialmente que los muertos del pueblo fueron solo 80, contando con los presos. El saqueo se estimó en por lo menos medio millón de pesos. La intervención del obispo José Cuero y Caicedo contribuyó a detener los enfrentamientos y pacificar la ciudad. Con una procesión improvisada, el obispo paseó por las calles, en aras de detener la refriega. Luego, se apersonó en palacio para negociar con Ruiz de Castilla y sus soldados:

El digno prelado de la diócesis, testigo de los excesos cometidos en la ciudad, lastimado de las desgracias de su rebaño y teniendo, como segura una nueva lucha, si no adoptaba el gobierno un temperamento conciliador, se presentó en el palacio y ayudado del provisor señor Caicedo y del orador don Miguel Antonio Rodríguez, eclesiástico muy distinguido por su elocuencia ofreció calmar las agitaciones de los pueblos, siempre que los gobernantes se resolvieran a hacerles algunas concesiones. El presidente, las oidores, los jefes militares y más altos empleados meditaron debidamente y discutieron con serenidad acerca de las providencias que convenía dictarse, y celebrada la junta que convocó el primero, se dio el acuerdo de 4 de agosto, que se publicó el día siguiente. A juzgarse por el contenido de sus artículos, el gobierno recibió la ley que le impuso la revolución, y Quito, aunque vencido, sostuvo sus derechos y quedaron abatidos los vencedores.

### Repercusión de la masacre en las filas revolucionarias
La masacre del 2 de agosto de 1810, tuvo repercusión continental. Así en Caracas: 

El 22 de Octubre de 1810, en Caracas, cuando llegaron las noticias, se produjo un motín, al mando de José Félix Ribas, pidiendo la expulsión de los españoles. Se celebraron solemnes honras fúnebres por los patriotas quiteños fallecidos, y los poetas Sata y Bussy, García de Sena y Vicente Salías les dedicaron sentidos versos; los ritos fúnebres fueron oficiados en la iglesia de Altamira, y se costearon por suscripción popular; en un catafalco se puso esta leyenda: "Para apiadar al Altísimo irritado por los crímenes cometidos en Quito contra la inocencia americana ofrecen este holocausto el gobierno y el pueblo de Caracas.

En Bogotá, Francisco José de Caldas protestó por los hechos en su periódico “Diario Político”. Caldas conocía bien el Ecuador pues lo había recorrido en varias expediciones científicas.  Para el bogotano Miguel Pombo, Quito fue "el pueblo que primero levantó su cabeza para reclamar su libertad". 

Los cuarteles fueron abiertos para recibir voluntarios y pronto se llenaron de jóvenes que querían vengar la matanza de Quito. La Suprema Junta Gubernativa dirigió una exhortación patriótica al pueblo de Bogotá, expresó su solidaridad al Cabildo de Quito y amenazó con represalias al Conde Ruiz de Castilla. Fueron varios los periódicos de la época que se refirieron a esta tragedia.

Una de las justificaciones de la "Guerra a Muerte declarada por Bolívar contra España en Valencia, el 20 de septiembre de 1813, fue la criminal matanza de civiles desarmados en Quito ordenada por Ruiz de Castilla: 

En los muros sangrientos de Quito fue donde España, la primera, despedazó los derechos de la naturaleza y de las naciones. Desde aquel momento del año 1810, en que corrió sangre de los Quiroga, Salinas, etc., nos armaron con la espada de las represalias para vengar aquéllas sobre todos los españoles...

Para el Libertador, los acontecimientos que se dieron en Quito, fueron el preludio de las atrocidades que en toda la Nueva Granada y Venezuela cometerían los comandantes realistas, como Toribio Montes y José Tomás Boves, a los que Bolívar respondería con la declaratoria de "guerra a muerte", que implicaba la ejecución de civiles realistas como represalia: "españoles y canarios, contad con la muerte aún si sois indiferentes", declaró Bolívar. No es nada evidente que, a la imagen de España, los libertadores eran traidores al Rey, porque el Rey había renunciado al trono en favor del hermano de Napoleón.